# 1859 în literatură
Anul 1859 în literatură a implicat o serie de evenimente și cărți noi semnificative.  

## Cărți noi
- R. M. Ballantyne -The World of Ice
- Charles Dickens - A Tale of Two Cities
- Fyodor Dostoevsky - The Village of Stepanchikovo
- George Eliot
  - Adam Bede
  - The Lifted Veil
- Ivan Goncharov - Oblomov
- Mary Jane Holmes - Dora Deane
- Hector Malot - Les Amants
- George Meredith - The Ordeal of Richard Feverel
- Viktor Rydberg - The Last Athenian
- Harriet Beecher Stowe - The Minister's Wooing
- Lev Tolstoi - Fericire de familie
- Ivan Turghenev - Дворянское гнездо
- Harriet E. Wilson - Our Nig